# Send
Send è un album in studio del gruppo musicale britannico Wire, pubblicato nel 2003 dalla Pinkflag.
Si tratta della prima pubblicazione del gruppo dal 1991.

## Tracce
1. In the Art of Stopping
2. Mr Marx's Table
3. Being Watched
4. Comet
5. The Agfers of Kodack
6. Nice Streets Above
7. Spent
8. Read & Burn
9. You Can't Leave Now
10. Half Eaten
11. 99.9

Edizione limitata
1. 99.9
2. Germ Ship
3. Mr Marx's Table
4. First Fast
5. Read & Burn
6. The Agfers of Kodack
7. Comet
8. In The Art of Stopping
9. Spent
10. I Don't Understand

## Formazione
- Colin Newman - voce, chitarra
- Lewis - voce secondaria, basso
- B. C. Gilbert - chitarra
- Robert Grey - batteria